# A1 (Bosnien und Herzegowina)
Die A1 (bosnisch Autoput) ist eine teilweise fertiggestellte Autobahn in Bosnien und Herzegowina. Aufgrund der komplizierten Topographie entlang der Streckenführung durch das Dinarische Gebirge ist der Anteil an notwendigen Kunstbauten sehr hoch. Dazu gehören auch lange Tunnel, der längste wird der Tunnel Prenj mit 12.000 m sein. Die Autobahn wird nach Vollendung die Fahrt von Ungarn/Ostkroatien an die Adria wesentlich kürzer gestalten.

## Bedeutung

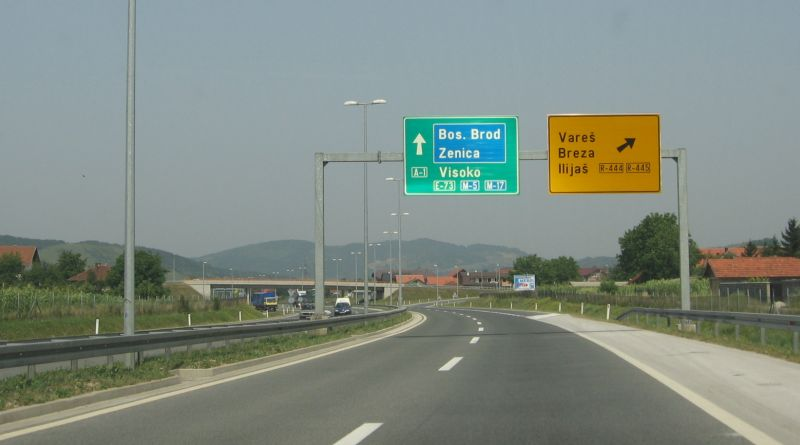
Autobahnausfahrt Sarajevo-Ilijaš (Richtung Zenica)

Die A1 ist Teil des Paneuropäischen Verkehrskorridors Vc, der als Seitenkorridor vom Paneuropäischen Verkehrskorridor V (Kiew–Venedig) von Budapest nach Süddalmatien führt.
Der Verkehrskorridor wird in Ungarn durch die M6 und im östlichen Kroatien (Slawonien) durch die A5 realisiert. Diese finden ihre Fortsetzung in der A1, die wiederum im Süden in die kroatische A10 übergeht.

## Maut
Auf den unten aufgeführten Abschnitt von Lučani nach Jošanica wird seit 2008 für das Fahren auf der Autobahn eine Mautgebühr erhoben. Die Maut kann in bar, in inländischer oder ausländischer Währung, mit Kreditkarten, per Überweisung oder über ein kontaktloses elektronisches Zahlungssystem (ACC) bezahlt werden. Darüber hinaus gewährt das Regelwerk des Mautsystems auf Autobahnen, Schnellstraßen oder Einrichtungen mit Inkasso bei der Föderation Bosnien und Herzegowina bestimmten Gruppen von Fahrzeugen eine kostenlose Nutzung. Dieser Beschluss gilt für Fahrzeuge des Innenministeriums, der bosnisch-herzegowinischen Streitkräfte und des Roten Kreuzes.
| Mautgebühr (in KM, Konvertible Mark) Mautstelle Jošanica | Mautgebühr (in KM, Konvertible Mark) Mautstelle Jošanica | Mautgebühr (in KM, Konvertible Mark) Mautstelle Jošanica | Mautgebühr (in KM, Konvertible Mark) Mautstelle Jošanica | Mautgebühr (in KM, Konvertible Mark) Mautstelle Jošanica |
| Einfahrt                                                 | Kategorie                                                | Kategorie                                                | Kategorie                                                | Kategorie                                                |
| Einfahrt                                                 | I                                                        | II                                                       | III                                                      | IV                                                       |
| -------------------------------------------------------- | -------------------------------------------------------- | -------------------------------------------------------- | -------------------------------------------------------- | -------------------------------------------------------- |
| Podlugovi                                                | 1,20                                                     | 2,40                                                     | 3,60                                                     | 4,80                                                     |
| Visoko                                                   | 2,20                                                     | 4,40                                                     | 6,60                                                     | 8,80                                                     |
| Kakanj                                                   | 4,20                                                     | 8,40                                                     | 12,50                                                    | 16,70                                                    |
| Lučani                                                   | 5,40                                                     | 10,80                                                    | 16,20                                                    | 21,60                                                    |

| Mautgebühr (in KM) Mautstelle Podlugovi | Mautgebühr (in KM) Mautstelle Podlugovi | Mautgebühr (in KM) Mautstelle Podlugovi | Mautgebühr (in KM) Mautstelle Podlugovi | Mautgebühr (in KM) Mautstelle Podlugovi |
| Einfahrt                                | Kategorie                               | Kategorie                               | Kategorie                               | Kategorie                               |
| Einfahrt                                | I                                       | II                                      | III                                     | IV                                      |
| --------------------------------------- | --------------------------------------- | --------------------------------------- | --------------------------------------- | --------------------------------------- |
| Jošanica                                | 1,20                                    | 2,40                                    | 3,60                                    | 4,80                                    |
| Visoko                                  | 1,00                                    | 2,00                                    | 3,00                                    | 4,00                                    |
| Kakanj                                  | 3,00                                    | 6,00                                    | 8,90                                    | 11,90                                   |
| Lučani                                  | 4,20                                    | 8,40                                    | 12,60                                   | 16,80                                   |

| Mautgebühr (in KM) Mautstelle Visoko | Mautgebühr (in KM) Mautstelle Visoko | Mautgebühr (in KM) Mautstelle Visoko | Mautgebühr (in KM) Mautstelle Visoko | Mautgebühr (in KM) Mautstelle Visoko |
| Einfahrt                             | Kategorie                            | Kategorie                            | Kategorie                            | Kategorie                            |
| Einfahrt                             | I                                    | II                                   | III                                  | IV                                   |
| ------------------------------------ | ------------------------------------ | ------------------------------------ | ------------------------------------ | ------------------------------------ |
| Jošanica                             | 2,20                                 | 4,40                                 | 6,60                                 | 8,80                                 |
| Podlugovi                            | 1,00                                 | 2,00                                 | 3,00                                 | 4,00                                 |
| Kakanj                               | 2,00                                 | 4,00                                 | 5,90                                 | 7,90                                 |
| Lučani                               | 3,20                                 | 6,40                                 | 9,60                                 | 12,80                                |

| Mautgebühr (in KM) Mautstelle Kakanj 1 | Mautgebühr (in KM) Mautstelle Kakanj 1 | Mautgebühr (in KM) Mautstelle Kakanj 1 | Mautgebühr (in KM) Mautstelle Kakanj 1 | Mautgebühr (in KM) Mautstelle Kakanj 1 |
| Einfahrt                               | Kategorie                              | Kategorie                              | Kategorie                              | Kategorie                              |
| Einfahrt                               | I                                      | II                                     | III                                    | IV                                     |
| -------------------------------------- | -------------------------------------- | -------------------------------------- | -------------------------------------- | -------------------------------------- |
| Lučani                                 | 1,20                                   | 2,40                                   | 3,70                                   | 4,90                                   |
| Papratnica                             | 0,60                                   | 1,20                                   | 1,80                                   | 2,40                                   |
| Visoko                                 | 2,00                                   | 4,00                                   | 5,90                                   | 7,90                                   |
| Podlugovi                              | 3,00                                   | 6,00                                   | 8,90                                   | 11,90                                  |
| Jošanica                               | 4,20                                   | 8,40                                   | 12,50                                  | 16,70                                  |

| Mautgebühr (in KM) Mautstelle Kakanj 2 | Mautgebühr (in KM) Mautstelle Kakanj 2 | Mautgebühr (in KM) Mautstelle Kakanj 2 | Mautgebühr (in KM) Mautstelle Kakanj 2 | Mautgebühr (in KM) Mautstelle Kakanj 2 |
| Einfahrt                               | Kategorie                              | Kategorie                              | Kategorie                              | Kategorie                              |
| Einfahrt                               | I                                      | II                                     | III                                    | IV                                     |
| -------------------------------------- | -------------------------------------- | -------------------------------------- | -------------------------------------- | -------------------------------------- |
| Lučani                                 | 1,20                                   | 2,40                                   | 3,70                                   | 4,90                                   |
| Ćatići                                 | 0,40                                   | 0,70                                   | 1,10                                   | 1,40                                   |
| Visoko                                 | 2,00                                   | 4,00                                   | 5,90                                   | 7,90                                   |
| Podlugovi                              | 3,00                                   | 6,00                                   | 8,90                                   | 11,90                                  |
| Jošanica                               | 4,20                                   | 8,40                                   | 12,50                                  | 16,70                                  |

| Mautgebühr (in KM) Mautstelle Ćatići | Mautgebühr (in KM) Mautstelle Ćatići | Mautgebühr (in KM) Mautstelle Ćatići | Mautgebühr (in KM) Mautstelle Ćatići | Mautgebühr (in KM) Mautstelle Ćatići |
| Einfahrt                             | Kategorie                            | Kategorie                            | Kategorie                            | Kategorie                            |
| Einfahrt                             | I                                    | II                                   | III                                  | IV                                   |
| ------------------------------------ | ------------------------------------ | ------------------------------------ | ------------------------------------ | ------------------------------------ |
| Kakanj                               | 0,40                                 | 0,70                                 | 1,10                                 | 1,40                                 |
| Lučani                               | 1,60                                 | 3,20                                 | 4,80                                 | 6,30                                 |

| Mautgebühr (in KM) Mautstelle Lučani 1 | Mautgebühr (in KM) Mautstelle Lučani 1 | Mautgebühr (in KM) Mautstelle Lučani 1 | Mautgebühr (in KM) Mautstelle Lučani 1 | Mautgebühr (in KM) Mautstelle Lučani 1 |
| Einfahrt                               | Kategorie                              | Kategorie                              | Kategorie                              | Kategorie                              |
| Einfahrt                               | I                                      | II                                     | III                                    | IV                                     |
| -------------------------------------- | -------------------------------------- | -------------------------------------- | -------------------------------------- | -------------------------------------- |
| Kakanj                                 | 1,20                                   | 2,40                                   | 3,70                                   | 4,90                                   |
| Papratnica                             | 1,80                                   | 3,60                                   | 5,50                                   | 7,30                                   |
| Visoko                                 | 3,20                                   | 6,40                                   | 9,60                                   | 12,80                                  |
| Podlugovi                              | 4,20                                   | 8,40                                   | 12,60                                  | 16,80                                  |
| Jošanica                               | 5,40                                   | 10,80                                  | 16,20                                  | 21,60                                  |

| Mautgebühr (in KM) Mautstelle Lučani 2 | Mautgebühr (in KM) Mautstelle Lučani 2 | Mautgebühr (in KM) Mautstelle Lučani 2 | Mautgebühr (in KM) Mautstelle Lučani 2 | Mautgebühr (in KM) Mautstelle Lučani 2 |
| Einfahrt                               | Kategorie                              | Kategorie                              | Kategorie                              | Kategorie                              |
| Einfahrt                               | I                                      | II                                     | III                                    | IV                                     |
| -------------------------------------- | -------------------------------------- | -------------------------------------- | -------------------------------------- | -------------------------------------- |
| Kakanj                                 | 1,20                                   | 2,40                                   | 3,70                                   | 4,90                                   |
| Ćatići                                 | 1,60                                   | 3,20                                   | 4,80                                   | 6,30                                   |
| Visoko                                 | 3,20                                   | 6,40                                   | 9,60                                   | 12,80                                  |
| Podlugovi                              | 4,20                                   | 8,40                                   | 12,60                                  | 16,80                                  |
| Jošanica                               | 5,40                                   | 10,80                                  | 16,20                                  | 21,60                                  |

| Mautgebühr (in KM) Mautstelle Papratnica | Mautgebühr (in KM) Mautstelle Papratnica | Mautgebühr (in KM) Mautstelle Papratnica | Mautgebühr (in KM) Mautstelle Papratnica | Mautgebühr (in KM) Mautstelle Papratnica |
| Einfahrt                                 | Kategorie                                | Kategorie                                | Kategorie                                | Kategorie                                |
| Einfahrt                                 | I                                        | II                                       | III                                      | IV                                       |
| ---------------------------------------- | ---------------------------------------- | ---------------------------------------- | ---------------------------------------- | ---------------------------------------- |
| Kakanj                                   | 0,60                                     | 1,20                                     | 1,80                                     | 2,40                                     |
| Lučani                                   | 1,80                                     | 3,60                                     | 5,50                                     | 7,30                                     |

| Kategorie | Erläuterung |
| --------- | --- |
| I         | Fahrzeuge mit zwei Achsen, einer Höhe über der ersten Achse von bis zu 1,3 m und einem Gesamtgewicht von unter 3,5 t              |
| II        | Fahrzeuge mit zwei Achsen oder mehr, einer Höhe über der ersten Achse von 1,3 m oder mehr und einem Gesamtgewicht von unter 3,5 t |
| III       | Fahrzeuge mit zwei oder drei Achsen, einer Höhe über der ersten Achse von 1,3 m oder mehr und einem Gesamtgewicht von über 3,5 t  |
| IV        | Fahrzeuge mit mehr als drei Achsen, einer Höhe über der ersten Achse von 1,3 m oder mehr und einem Gesamtgewicht von über 3,5 t   |

## Streckenverlauf
Die A1 verläuft in nord-südlicher Richtung durch Bosnien und Herzegowina. Sie folgt dabei weitestgehend dem Streckenverlauf der Magistralstraße M17 entlang der Flüsse Bosna und Neretva. Die Autobahn soll künftig unter anderem an den wichtigen Städten Doboj, Zenica, Sarajevo und Mostar vorbeiführen. Südlich der Staatsgrenze geht sie seit Ende 2013 an der Grenze zu Kroatien in die Autobahn A10 über und stellt die Verbindung zur dortigen A1 her.
Außerdem ist die A1 ein wichtiger Bestandteil der zukünftigen Umfahrung von Sarajevo.

## Baufortschritt

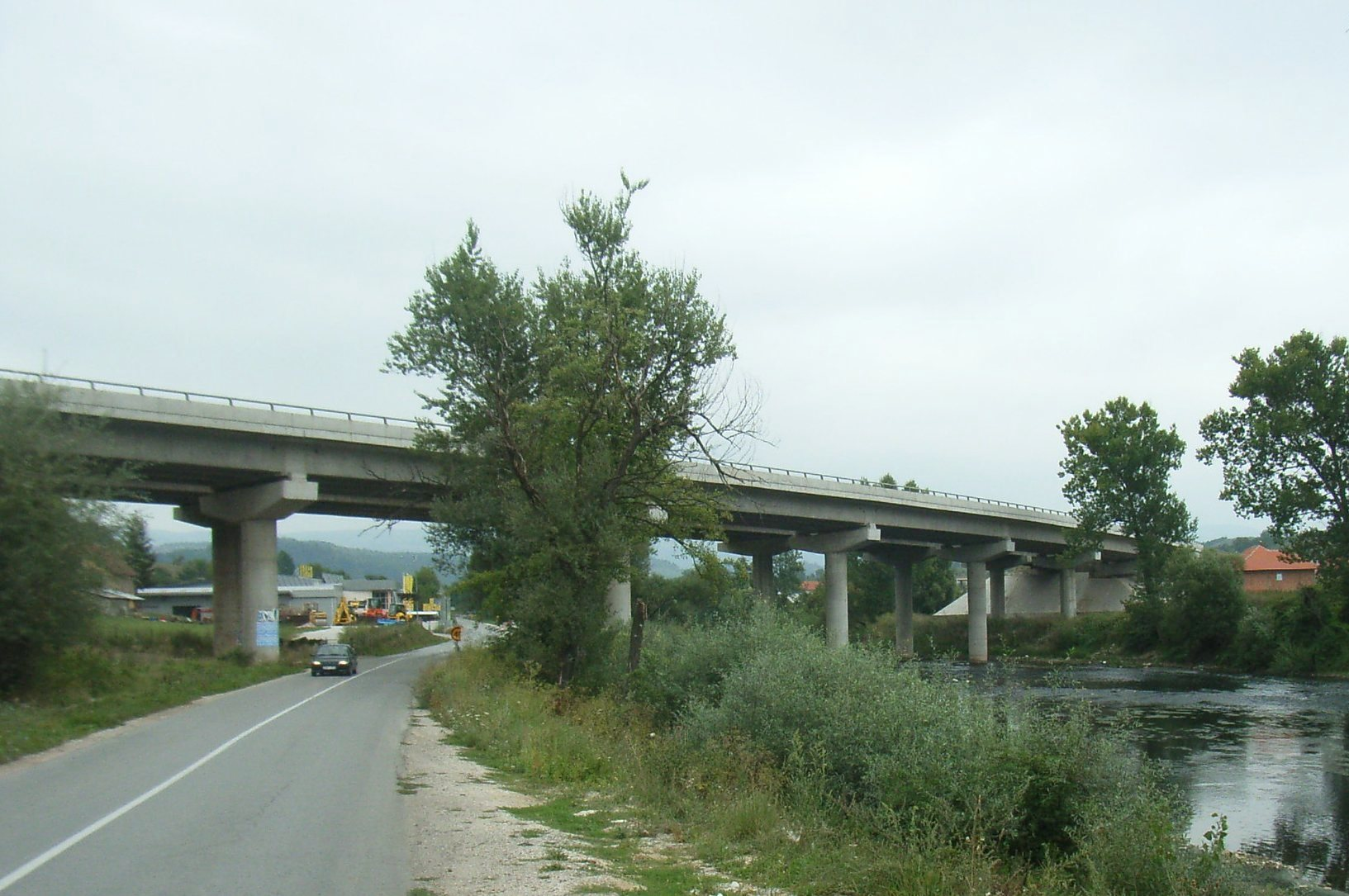
Brücke der A1 über die Bosna bei Visoko

Die Regierung von Bosnien und Herzegowina hatte ursprünglich beschlossen, dass die Autobahn von Zenica nach Mostar über Sarajevo in den Jahren von 2009 bis 2014 gebaut werden solle, wobei der Streckenabschnitt zwischen Jablanica und Mostar zunächst nur als Halbautobahn geplant war. Allein auf diesem Teilstück wird es 38, zum Teil sehr lange Tunnel (über 3000 m bis 6500 m) geben.
Die Umfahrung von Sarajevo befand sich seit 2007 in Bau und wurde Juni 2014 fertiggestellt. Ende 2009/Anfang 2010 wurde mit dem Bau der Abschnitte Kakanj–Bilješevo (ca. 9 km) und Bilješevo–Drivuša (Zenica-Süd) (ca. 4 km) begonnen. Der zweite Abschnitt besteht hauptsächlich aus dem Tunnel Vijenac (2964 m). Dieser Teil der Autobahn wurde Ende 2014 fertiggestellt und ist seitdem in Betrieb. Ende 2011 wurde auch mit dem Bau des südlichsten Abschnittes Kravice–Bijača an der kroatischen Grenze begonnen, der im Sommer 2014 fertiggestellt wurde. 2013 begann der Bau des nördlichen Abschnittes zwischen Svilaj an der kroatischen Grenze und Odžak.
Die Gesamtlänge der in Betrieb und in Bau befindlichen Abschnitte beträgt damit 87,8 km (ab 2015: 167,8 km).
Am 22. November 2019 begannen im Süden der Trasse die Bauarbeiten am Abschnitt zwischen Počitelj und Zvirovići auf einer Länge von ca. 11 km. Der Abschnitt, zu dem auch die knapp 1 Kilometer lange und ca. 100 Meter hohe Herzegowina-Brücke (Most Počitelj) über das Tal der Neretva gehört, wurde am 4. September 2024 eröffnet und einen Tag später für den Verkehr freigegeben. Damit ist im südlichen Teil der A1 von der bosnisch-kroatischen Grenze an ein ca. 21 Kilometer langer Abschnitt durchgehend in Betrieb.

### Im Bau
Im Bau ist momentan der Abschnitt zwischen Zenica und Žepče (Stand: 9/2024).

### Länge der Tunnel
| Tunnellänge in den Sektionen I und II: | 30,837 km (Baulose I–V) |
| Tunnellänge in den Sektionen III:      | 33,8 km                 |
| Tunnellänge in den Sektionen IV:       | 9,7 km                  |

### Verkehrsfreigaben
| Teilstück                                                            | Länge            | Baubeginn  | Freigabe     |
| Vogošća – Podlugovi/Ilijaš                                           | 11,5 km          | 2001       | 2003         |
| Podlugovi/Ilijaš – Visoko                                            | 8,5 km           | 2006       | 2006         |
| Visoko – Dobrinje                                                    | 7,6 km           | 2007       | 2007         |
| Vogošća – Vlakovo (+ Butila–Briješće) (Umfahrung von Sarajevo)       | 12,1 km (+ 4 km) | 2007       | 2014         |
| Dobrinje – Kakanj                                                    | 9 km             | 2008       | 2008         |
| Kakanj – Bilješevo                                                   | 10 km            | 2009       | 2012         |
| Bilješevo – Drivuša (Zenica-Süd) (überwiegend Tunnel Vijenac 2964 m) | 4 km             | 2009       | 2014         |
| Bijača – Kravice (inkl. Grenzübergang GP Bijaca)                     | 4,1 km           | 2011       | 2013         |
| Suhodol – Tarčin                                                     | 5 km             | 2012       | 2014         |
| Kravice – Zvirovići                                                  | 5 km             | 2013       | 2014         |
| Svilaj – Odžak                                                       | 11 km            | 2013       | 2021         |
| Drivuša – Donja Gračanica                                            | 9 km             | 2015       | 2020         |
| Buna – Počitelj                                                      | 7,2 km           | 2018       | 2021         |
| Donja Gračanica – Tunel Zenica                                       | 3,9 km           | 2018       | 2021         |
| Tovira (Autobahn Banja Luka-Doboj) – Rudanka/Kostajnica              | 6,1 km           | 2019       | 2022         |
| Vranduk – Ponirak                                                    | 5,3 km           | 2019       | geplant 2026 |
| Počitelj – Zvirovići (Lot 1)                                         | 10,1 km          | 2019       | 2024         |
| Most Počitelj (Lot 2)                                                | 980 m            | 2019       | 2024         |
| Ponirak - Vraca                                                      | 2,7 km           | 2019       | geplant 2024 |
| Tarčin – Ivan (Lot 2) Tunnel Ivan                                    | 2,0 km           | 2019       | 2023         |
| Tarčin – Ivan (Lot 1)                                                | 4,9 km           | 2020       | 2023         |
| Poprikuše – Nemila                                                   | 5,4 km           | 2020       | geplant 2025 |
| Rudanka/Kostajnica – Putnikovo Brdo 2                                | 5,3 km           | 2021       | geplant 2025 |
| Nemila – Vranduk                                                     | 5,7 km           | 2022       | geplant 2025 |
| Putnikovo brdo – Medakovo                                            | 8,5 km           | 2022       | geplant 2025 |
| Medakovo - Ozimice                                                   | 21,5 km          | 2022       | geplant 2026 |
| Odžak – Johovac                                                      | 36 km            | in Planung | in Planung   |
| Ozimice – Poprikuše                                                  | 12,8 km          | in Planung | in Planung   |
| Tunnel Ivan – Ovčari                                                 | 10,7 km          | in Planung | in Planung   |
| Ovčari – Konjic – Tunnel Prenj                                       | 10,1 km          | in Planung | in Planung   |
| Tunnel Prenj                                                         | 12 km            | in Planung | in Planung   |
| Tunnel Prenj – Mostar Nord                                           | 12,4 km          | in Planung | in Planung   |
| Mostar Nord – Mostar Süd                                             | 14,2 km          | in Planung | in Planung   |
| Mostar Süd – Tunnel Kvanj                                            | 9,2 km           | in Planung | in Planung   |
| Tunnel Kvanj – Buna                                                  | 5,2 km           | in Planung | in Planung   |